# Gaufre dunkerquoise

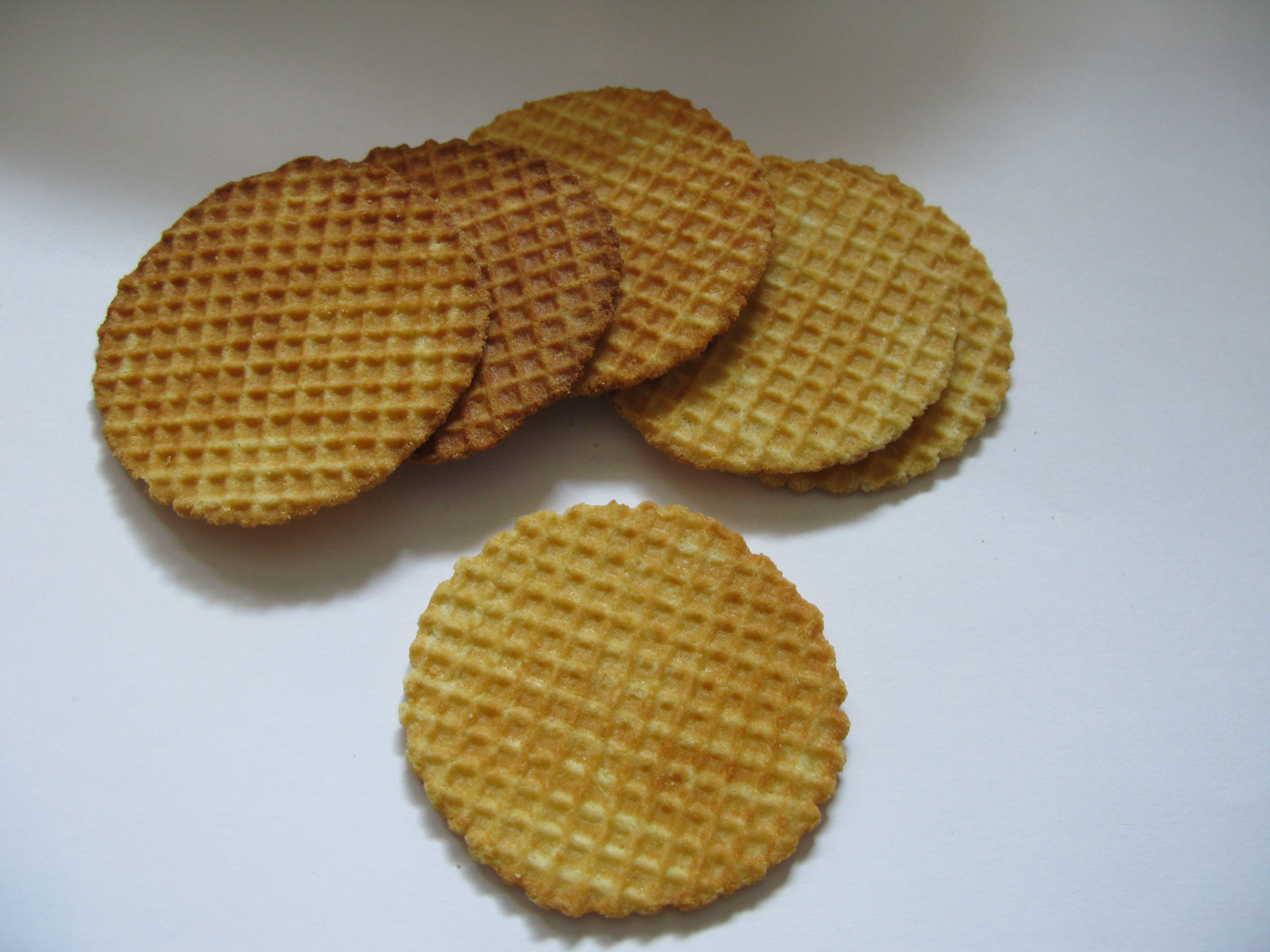
Gaufres dunkerquoises.

La gaufre dunkerquoise est une spécialité de gaufre du Blootland. Il s'agit d'une gaufre ronde, sèche et dure, qui est généralement parfumée au rhum (voire au genièvre).
Ces gaufres sont aussi appelées strinj. Elles sont traditionnellement préparées en fin d'année, juste avant de passer à l'année suivante. Elles sont offertes aux visiteurs, dégustées en famille ou entre amis. Il faut que le gaufrier ait la plaque adéquate.

## Fabrication
On fabrique la gaufre dunkerquoise de la manière suivante. On mélange de la vergeoise et de la farine, puis on ajoute des œufs, du beurre fondu, de la cannelle, du sucre vanillé et du rhum. On mélange jusqu'à ce que la pâte soit dense et collante, et on laisse reposer une journée pour que la pâte soit dure. On fait ensuite des boules de pâte que l'on cuit quelques minutes au gaufrier.
Traditionnellement, on présente ces gaufres dans une boîte métallique.